# Horodkivka, Andrușivka
Horodkivka (în ucraineană Городківка) este o comună în raionul Andrușivka, regiunea Jîtomîr, Ucraina, formată numai din satul de reședință.

## Demografie
Componența lingvistică a satului Horodkivka
     Ucraineană (99,18%)
     Alte limbi (0,64%)
Conform recensământului din 2001, majoritatea populației satului Horodkivka era vorbitoare de ucraineană (99,18%), existând în minoritate și vorbitori de alte limbi.